# Zebu Overseas Board
Zébu Overseas Board ou ZOB, dénommé avec autodérision par ses fondateurs, est un organisme de micro-crédit aux ambitions sociales : faire de la location-vente de zébus et d'autres animaux (ou de matériels) pour aider au développement d'entreprises familiales malgaches.

## Historique
Stéphane Geay, pilote, est le fondateurs, en 1997, et l'actionnaire majoritaire de l'établissement, entouré de 5 autres actionnaires, français et malgaches, dont Gérard Feldzer,,. Le bureau est composé d'une quinzaine de salariés malgaches environ. Le concept s'inspire des idées et des réalisations de l’économiste bangladais Muhammad Yunus.

## Les activités de ZOB

### Activité principale

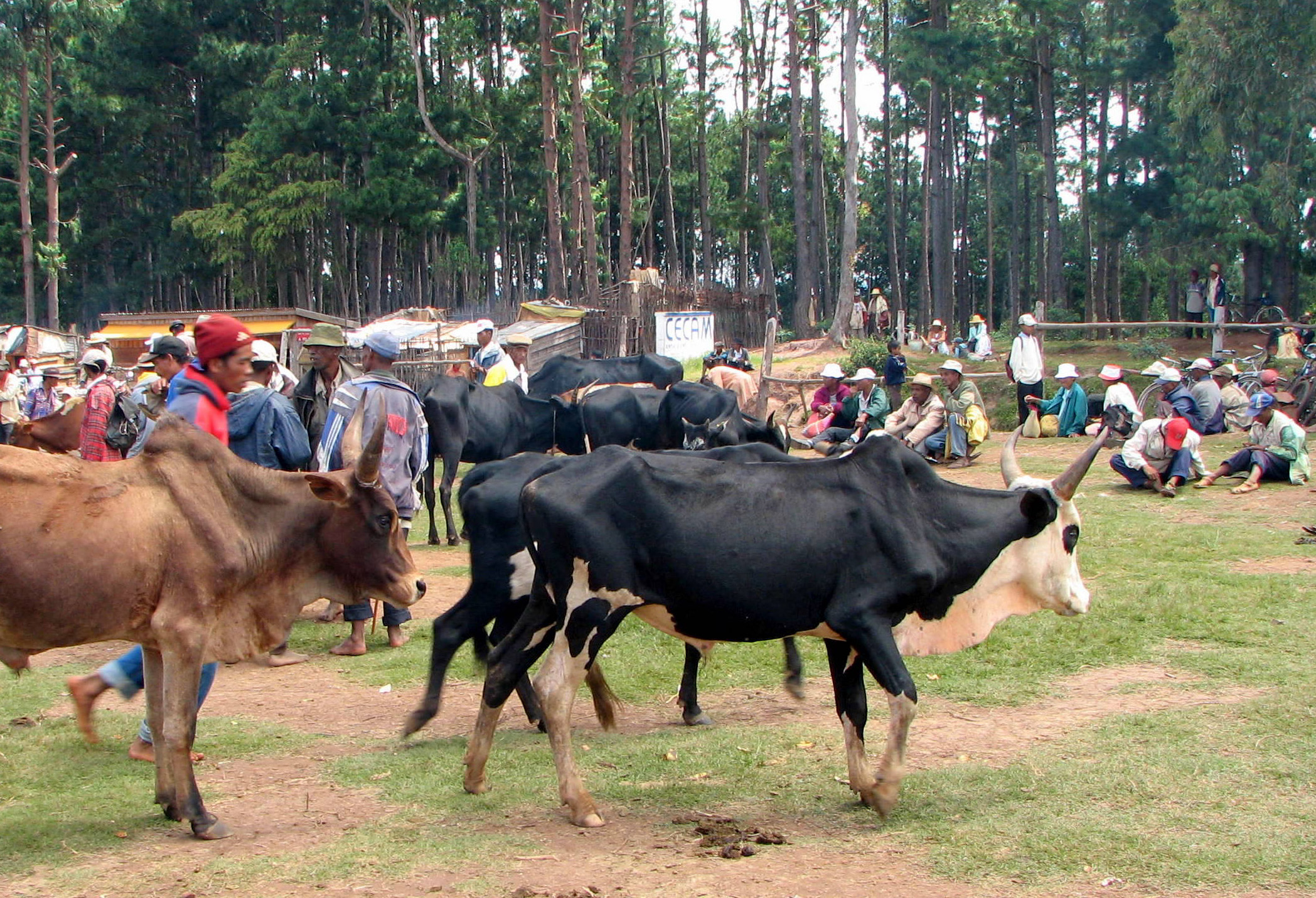
Marché à Madagascar et zébus

L'activité principale de ZOB est d'aider les paysans à devenir propriétaire d'un zébu, d'un cochon, d'une charrette ou d'une métisse grâce aux PEZ (Plan d'Eparge Zolidarité) des souscripteurs,.  
Contrairement aux banques qui prêtent directement de l'argent aux paysans, ZOB leur fournit un outil de travail et les aide à concrétiser un investissement qui leur semblerait, sans ce concours, hors de portée. C'est par un contrat de location-vente que les paysans deviennent propriétaire de l'animal. Ce n'est pas un don mais bien un prêt. Ils doivent rembourser le prix de la bête en fonction de leur revenus pour en devenir propriétaire. 

### Le suivi de l'animal
Le suivi de l'animal représente le plus gros du travail, pour s'assurer qu'il est en bonne santé. Et aussi assurer le recouvrement des règlements avec une tolérance tenant compte du contexte.

### Les visites souscripteurs
La ZOB prépare également la visite et l'encadrement des souscripteurs qui souhaitent rencontrer leur animal et le paysan qui s'en occupe.

### La ferme pédagogique

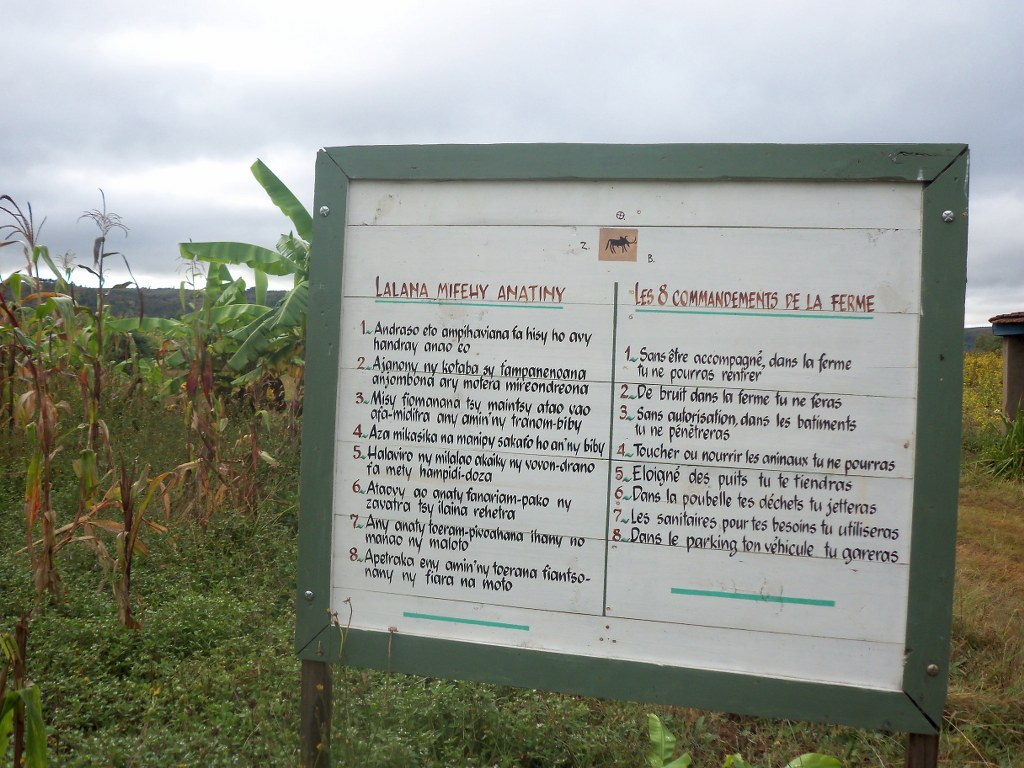
Les règles encadrant la visite de la ferme.

La ZOB possède une ferme non loin de son bureau à Antsirabe. Le chef de ferme, et ses 3 employés, travaillent sur ce terrain à l'élevage de cochons, poussins et poules pondeuse qu'ils revendent ensuite. L'annonce de la vente de ces animaux se fait par annonces radio, les acheteurs potentiels se rendent ensuite au siège de ZOB pour avoir plus de renseignements avant d'aller à la ferme pour voir ces "produits". 
La ZOB organise également des visites de cette ferme pour des enfants faisant partie des plus démunis des communes voisines d'Antsirabe.  
Leurs journées «découverte» commence par l'entrée dans la ville, un environnement urbain que beaucoup découvrent à cette occasion. Ils vont ensuite à la découverte de la ferme, avec des explications puis des séances de mise en pratique.

### Les formations

#### Cession de poules
Une formation obligatoire, composée de conseils pratiques pour l'élevage des poules pondeuses, est dispensée durant 2 heures au bureau de ZOB lorsque des paysans en achète à la ferme de ZOB pour des groupes de maximum 10 personnes. Elle est constituée de renseignements et de conseils sur les vaccins, la nourriture, l'habitat des poules, afin que les paysans puissent s'en occuper au mieux.

#### Octroi d'animaux
Cette formation est également dispensée au bureau de ZOB pour des groupes allant jusqu'à 10 personnes durant une demi-journée lorsque les paysans obtiennent un animal grâce à l'entreprise. Elle est composée de conseils pratiques pour l'élevage et est dispensée par groupe selon le type d'animal (zébu, métisse, porcelets...). Grâce à cette formation les paysans ne sont pas livrés à eux-mêmes avec un animal lorsqu'il n'ont pas d'expérience d'élevage.

#### Formation pour Fert
Fert est une association française de coopération internationale pour le développement agricole des pays en développement et émergents. Afin d'aider cette association, la ZOB met à disposition sa ferme des formations d'une journée deux à trois fois par an par groupe d'environ 30 élèves. La ZOB reçoit également depuis 2011 des stagiaires de Fert pour des durées variant de deux semaines à un mois environ durant lesquels ils travaillent sur un thème en particulier. 
Depuis 200, ZOB est également un partenaire de Fert dans son projet du centre Ceffel (centre d’expérimentation et de formation en fruits et légumes), situé sur la commune d’Antsirabe, devenu un centre de références horticoles sur les Hautes Terres de Madagascar.

## Les formules d'aides créées
Un investissement donne droit à l’ouverture d’un P.E.Z (Plan Epargne Zolidarité). Les souscripteurs sont les propriétaires de la bête.
Il existe quatre types de PEZ pour aider les paysans.

### Le PEZ Cochon
Avec le PEZ des souscripteurs, la ZOB va acheter un petit cochon rose de 2 ou 4 mois, de race locale ou import (Large White...). Ce cochon est vendu sur 6 à 10 mois à une famille qui va l'élever. En général, les paysans demandent un mâle et une ou deux femelles pour la reproduction. Parfois la demande ne porte que sur un mâle pour l'engraisser et le vendre en boucherie au bout de 6 mois. 
Les paysans sont demandeurs de cochons car ils représentent un investissement à court terme pour lequel l'argent ne se fait pas attendre. Il est aussi plus abordable.

### Le PEZ Charrette
La charrette permet de transporter des récoltes, du fumier, du fourrage, et des gens. Parfois, le possesseur d'une charrette loue son attelage à d'autres qui n'en ont pas, ce qui leur permet de gagner plus en travaillant moins.

### Le PEZ Zébu

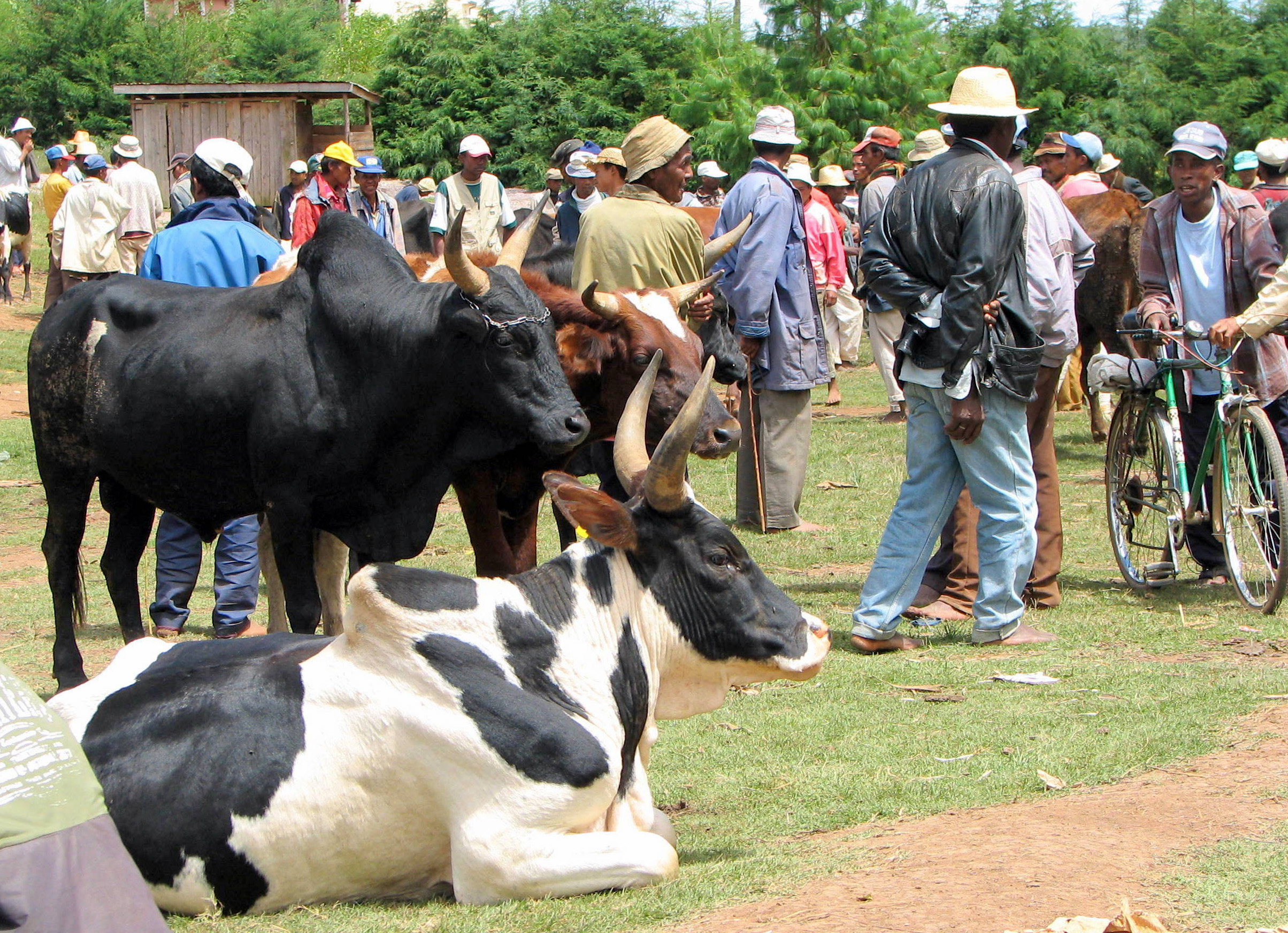
Des zébus de Madagascar.

Avec le PEZ des souscripteurs , la ZOB achète un zébu, choisi par un paysan, qui le rachète avec des paiements échelonnés selon ses moyens. La durée de remboursement est au maximum de 2 ans.
Le zébu, animal symbolique à Madagascar, sert essentiellement à donner du fumier, quasi unique source d'engrais pour les agriculteurs malagasy. Le zébu mâle sert aussi dans les champs ou à tirer la charrette. La zébute est demandée pour la reproduction.

### Le PEZ Métisse
La vache métisse (issue d'un croisement d'un zébu avec une vache) est l'animal le plus demandé par les paysans : il donne plus de lait qu'une zébute pure, et est plus résistant qu'une vache laitière pure.